# Bojan Martinec
Bojan Martinec, slovenski pisatelj, dramatik, dramaturg in režiser, * 1. avgust 1954, Ljubljana, Slovenija, † maj 2023

## Življenje in delo
Diplomiral je na Akademiji za gledališče, radio, film in televizijo v Ljubljani. V Pionirskem domu v Ljubljani je bil od 1982 do 1996 vodja kulturnega oddelka, od 1985 do 1995 pa vodja gledališkega studia. V letih 1978–1981 je delal kot pomočnik režije v dramski redakciji RTV Slovenija. Junija 1996 je postal direktor Pionirskega doma, leta 2006 pa spet vodja kulturnega oddelka. Od novembra 2013 deluje kot strokovni sodelavec za področje gledališča, filma in literature. 
Piše romane, kratko prozo in drame.
Svoj prvi roman En dan v življenju pisatelja Molja je izdal leta 1991. Sledil mu je še roman Izberi svojo ljubezen (2005) in zbirka kratke proze Skodelica kave (2006). 
Napisal je scenarij za celovečerno filmsko komedijo Mozartova ulica (1975); njegovi igri Soba brez številke in Avantura (1982) sta bili uprizorjeni na Študentskem odru Maribor in v SNG Maribor, dramsko delo Puščavski pesek pa je bilo predstavljeno v Spodnji Idriji. Po dramama Soba brez številke in Avantura sta bila posneta filma. Prvega je režiral Mitja Novljan, drugega pa Urška Žnidaršič.
Napisal je otroško predstavo Tati in Toti (2010) ter jo kasneje tudi režiral. 
V zadnjih letih je v okviru Pionirskega doma zrežiral več otroških gledaliških predstav. Je vodja filmskega festivala ZOOM in kulturnih dni za osnovne šole, sodeluje pri izvedbi Glasbenega festivala, Otroškega festivala gledaliških sanj in festivala naravoslovcev Hokus pokus.
Preizkusil se je tudi kot igralec v filmu Anarholiberist (1996).
Pokopan je na ljubljanskih Žalah.

### Kratka proza
- Skodelica kave (2006)

### Romani
- En dan v življenju pisatelja Molja (1991)
- Izberi svojo ljubezen (2005)

### Drame
- Soba brez številke (1982)
- Avantura (1982)
- Puščavski pesek
- Tati in Toti (2010)

### Scenarij
- Mozartova ulica (1975)

### Režija
- Poroka cesarja Janeza (2007)
- Žogica Marogica (2008)
- Rap simfonija na prapiščal
- Coprnica Zofka (2010)
- Festival ropotulj in zvoncev
- Tati in Toti (2013)